# 伊那市街地循環バス

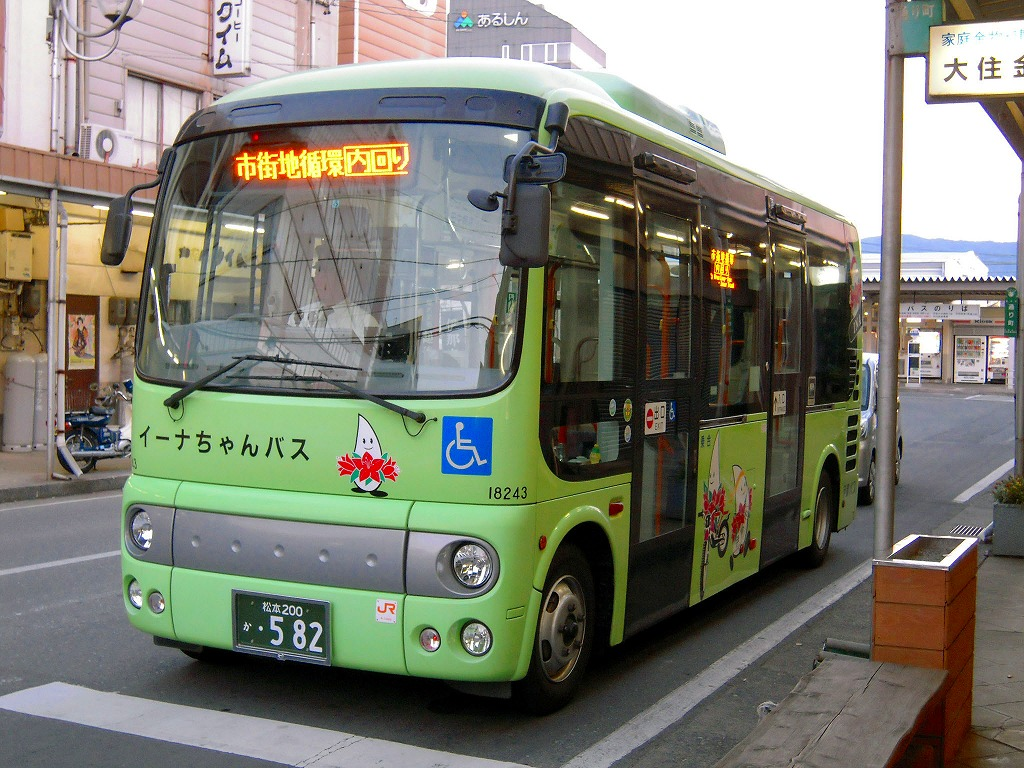
伊那市街地循環バス「イーナちゃんバス」
伊那バスの車両

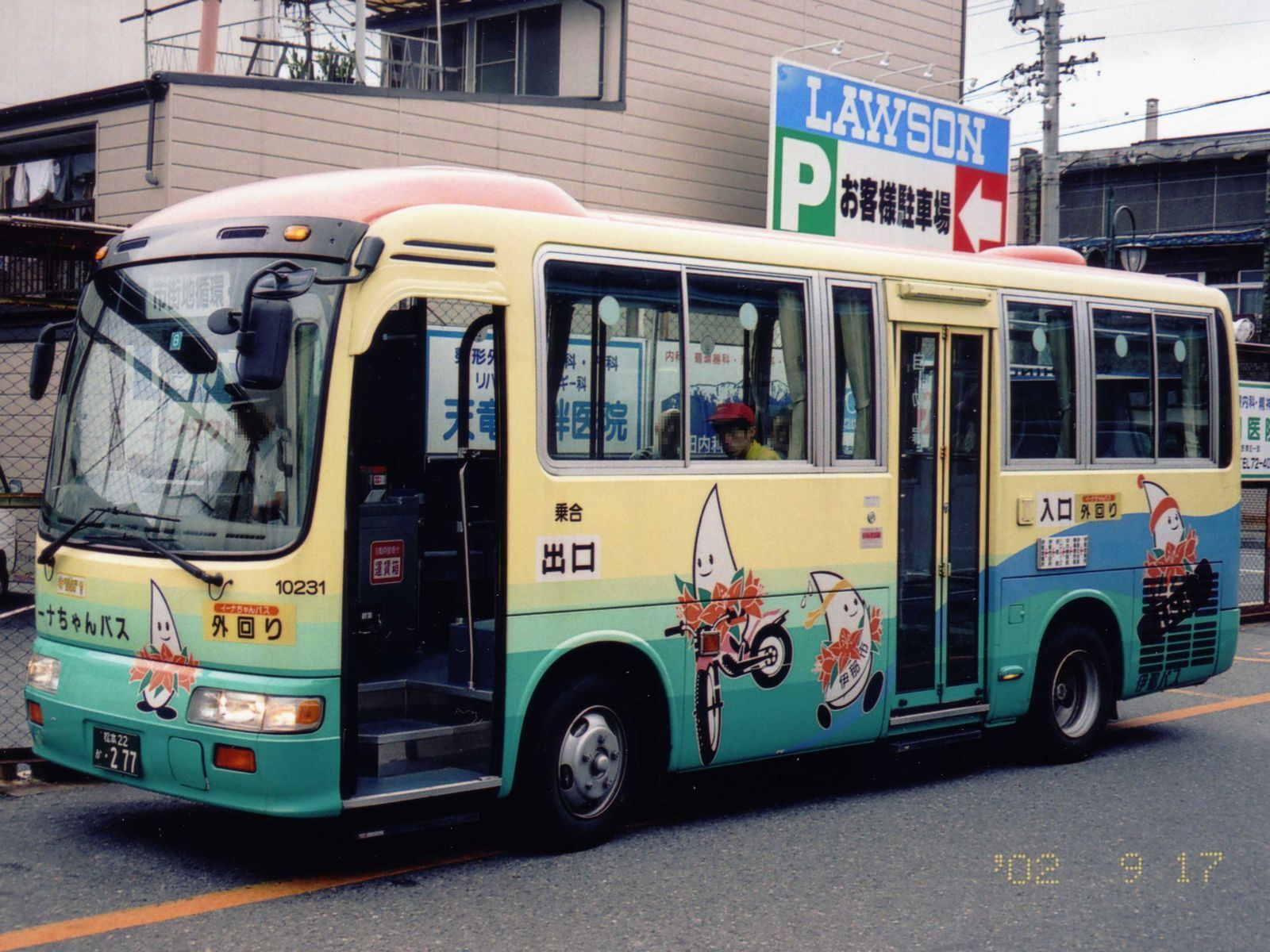
運行開始当初の車両（日野・リエッセ）
伊那バスの車両

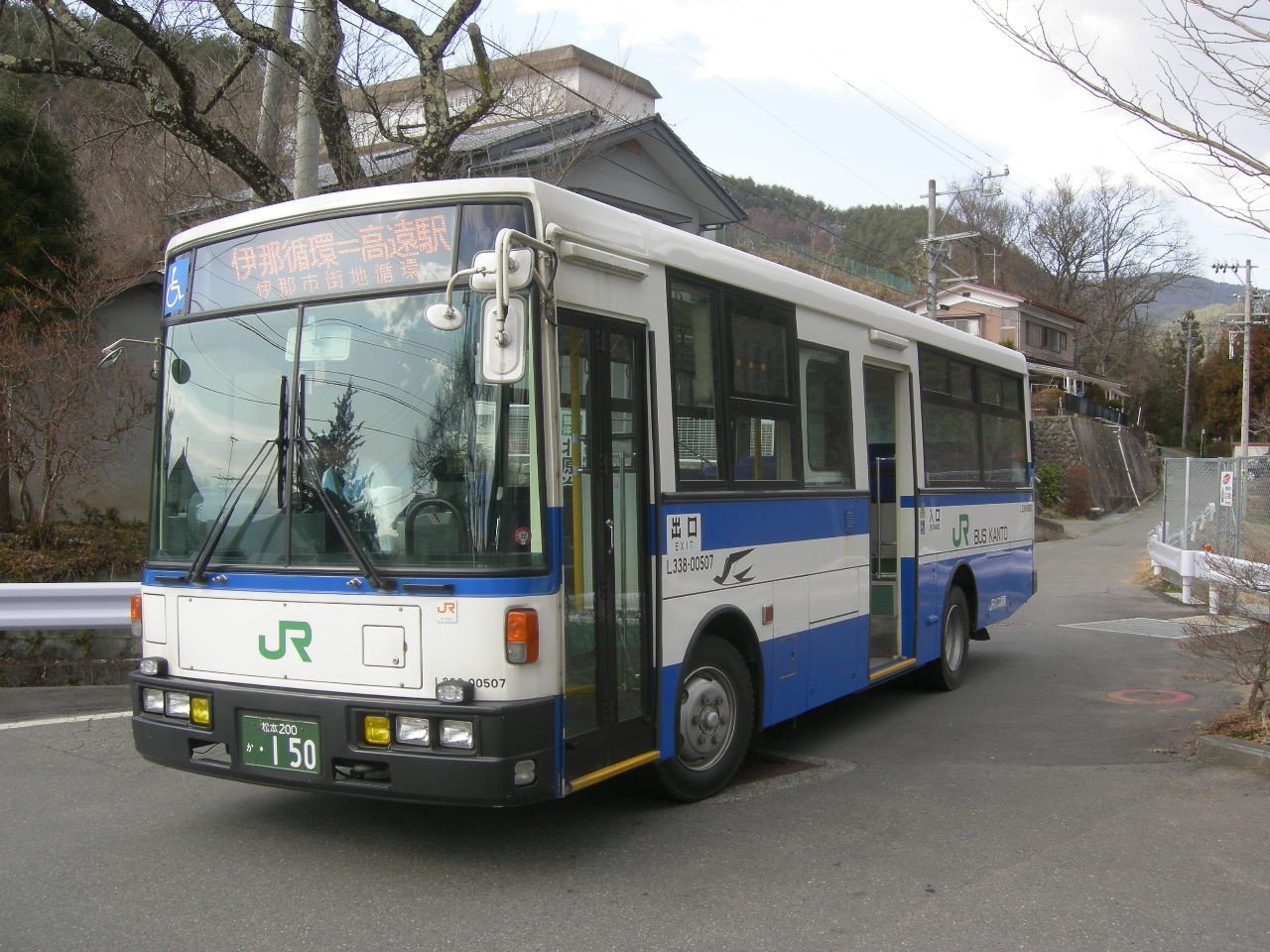
伊那市街地循環バスとして運行されるジェイアールバス関東「高遠線」

伊那市街地循環バス（いなしがいちじゅんかんバス）は、長野県伊那市を循環運行するコミュニティバス。愛称は「イーナちゃんバス」。

## 概要
伊那市は市中心地域において、1999年（平成11年）4月1日より、伊那市街地循環バスの運行を開始した。
当初は伊那市が伊那バスに運行を委託する形をとっていたが、好評だったため、2001年3月27日から2011年3月31日までは伊那バスが独自に内回り線を運行していた。さらに、2001年 (平成13年)11月1日からは、ジェイアールバス関東も「高遠線」の経路を変更する形で一部の便の乗り入れを開始した。また外回り線は1時間あたり1便、運賃150円であったが、1時間あたり2本に増発された上、運賃100円に値下げされた。
2011年（平成23年）4月1日からは、伊那バス運行の内回り線は廃止された（ジェイアールバス関東便は変更なし）。同時に伊那バスターミナルでの5分の停車を含め、20 - 40分に1本の運行本数となった。外回り、内回り共に最終便は伊那バスターミナルが終点となる。1周は約30分。
利用者数は、年間8万人前後で推移している。
JRバス関東による運行は、2017年3月3日をもって終了となったが、2019年4月1日から再び伊那市街地循環バスの一部を担当している。
また、かつて廃止された伊那バス運行の内回り線が、2017年4月1日より伊那市の「定住自立圏」構想の一環で運行を再開した。

### 運行会社
- 伊那バス
- ジェイアールバス関東（伊那支店）

## 沿革
- 1999年（平成11年）4月1日 - 運行開始。外回り線のみで計21便設定。
- 2000年（平成12年）6月29日 - 乗車人員が20万人を突破。
- 2001年（平成13年）
  - 3月27日 - 内回り線新設。外周り線は41便に増便。
  - 11月1日 - JRバス高遠線への乗り入れ開始。ジェイアールバス関東も共同運行に参加。
- 2003年（平成15年）4月1日 - 伊那市内西循環線、伊那西箕輪循環線が新設され、6路線に拡大。
- 2005年（平成17年）10月1日 - ダイヤ改正。
- 2011年（平成23年）4月1日 - ダイヤ改正。内回り線を廃止。伊那市駅および伊那北駅への乗り入れを取り止め。伊那営業所7:40の始発から9:00までは40分間隔、それ以降18:20分発の最終便までは20分間隔での運行（伊那バス担当便のみ）。
- 2017年（平成29年）
  - 3月3日 - ジェイアールバス関東の運行が終了。 　　　　　　　　　　　　　　　
  - 4月1日 -  廃止していた内回り線の運行を再開[2]。
- 2019年（平成31年・令和元年）
  - 4月1日 -  一部の便を伊那バスからジェイアールバス関東へ移管。

## 路線

### 市街地循環線 外回り
- 伊那バスターミナル → 通り町 → 旭町 → 伊那北 → 前橋町 → 伊那年金事務所前 → 水神町 → ふれあい〜な前 → 伊那公民館入口 → 中央区公民館入口 → 古町 → 中央区三丁目 → ベルシャイン前 → 末広町 → 中央通り → JA上伊那前 → ハローワーク伊那前 → 未来通り南 → ナイスロード上新田 → 下新田公民館入口 → 伊那市役所 → 西町ポンプ場前 → アピタ伊那→ 伊那バス本社前 → オリンパス入口 → 下春日町 → 伊那バスターミナル

### 市街地循環線 内回り
- 伊那バスターミナル → 下春日町 → オリンパス入口 → 伊那バス本社前 → アピタ伊那 → 西町ポンプ場前 → 伊那市役所 → 下新田公民館入口 → ナイスロード上新田 → 未来通り南 → ハローワーク伊那前 → ＪA上伊那前 → 中央通り → 末広町 → ベルシャイン前 → 中央区三丁目 → 古町 → 中央区公民館前 → 伊那公民館入口 → ふれあい～な前 → 水神町 → 伊那年金事務所前 → 前橋町 → 伊那北 → 旭町 → 通り町 → 伊那バスターミナル

## 車両
伊那バスでは、専用塗装の小型車を使用する。現行車両は日野・ポンチョ、運行開始時の車両は日野・リエッセであった。